# 赫爾曼&弗里德曼

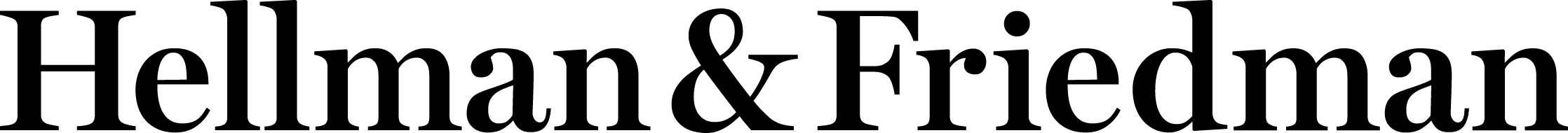
商標

赫爾曼&弗里德曼（Hellman & Friedman LLC，H&F）是美國的一家投資公司，由Warren Hellman和Tully Friedman成立於1984年。該公司總部位於舊金山，並且在紐約市和倫敦亦設有辦公室。

## 外部連結
- 官方网站
- Hellman & Friedman: The Deal Journal PE Firm of the Quarter (WSJ.com, 2008)